# Touché la tortue
Touché la tortue (Touché Turtle and Dum Dum) est une série télévisée d'animation produite par les studios Hanna-Barbera et diffusée entre septembre 1962 et août 1963 aux États-Unis. 
En France, la série a été diffusée pour la première fois dans 1973 sur la première chaîne de l'ORTF dans l'émission Clignotant puis sur France 3 en 1980, sur TMC, sur TF1 et enfin sur Boomerang (2003-2005). Il a été aussi diffusé sur Télé Luxembourg dès les années 1960.

## Synopsis
Les aventures d'une tortue mousquetaire qui vole au secours des gens. À chaque fois qu'elle reçoit un appel de détresse, elle sort un téléphone de sa carapace ! Elle est accompagnée de Dum Dum, un chien un peu simplet mais gentil qui apporte une bonne dose d'humour en compliquant les situations.

## Distribution

### Voix originales
- Bill Thompson : Touché
- Alan Reed : Dum Dum

### Voix françaises
- Guy Piérauld : Touché
- Roger Carel : Dum Dum

## Épisodes

### Saison 1 (1962-1963)
1. La Baleine mythique (Whale of a Tale)
2. Héro Zéro (Zero Hero)
3. La Plante carnivore (Dilly of a Lilly)
4. Qui a volé le Missile ? (Missing Missile)
5. Le Lac serpent (Lake Serpent)
6. Les Insectes (You Bug Me)
7. Roll le fantôme (Roll a Ghoster)
8. Le Géant à deux têtes (Giant Double Header)
9. Le Perdant prend tout (Loser take All)
10. Deux Touchés ! (Takes Two To Tangle)
11. Mr Robots (Mr Robots)
12. Touché la chave-souris (Touché at Bat)
13. Billy le coquin (Billy The Cad)
14. Chien hébété (Dog Daze)
15. Fourmi et fureur (Ant and Rave)
16. Le Chevalier Noir (Black is the Knight)
17. Le Dragon (Dragon Along)
18. Peur de satellite (Satellite Fright)
19. Mon ami le Mouton (Sheppy Time Pal)
20. Marquer la sixième annonce (Hex Marks The Spot)
21. Attrapez le chat comme ils peuvent (Catch As Cat Can)
22. Mer pour deux (Sea For Two)
23. La Grosse Brute (High Goon)
24. Grand-mère illégale (Grandma Outlaw)
25. Duel de contrôle (Duel Control)

### Saison 2 (1963)
1. Le Lièvre et la Tortue (Rapid Rabbit)
2. Le Héros pouce (Thumb Hero)
3. La sieste du chat (Kat Napped)
4. Roméo Touché et Juliette (Romeo, Touché, and Juliet)
5. Le Grand Grignoteur (The Big Bite)
6. La Soucoupe volante (Flying Saucer Sorcerer)
7. Aladdin et la lampe magique (Aladdin's Lampoon)
8. Licence de chasse (Haunting License)
9. Le Bidon fantôme (The Phoney Phantom)
10. Le Dernier Message de Touché (Touché's Last Stand)
11. Chef de veau (Chief Beef)
12. Comme les hommes sauvages (Like Wild, Man)
13. Dum De Dum Dum (Dum De Dum Dum)
14. Touché en Italie (Et Tu Touché?)
15. L'Exploit du Dragon (Dragon Feat)
16. Le Petit Chaperon rouge (Red Riding Hoodlum)
17. Pâte noix (Dough Nuts)
18. Il faut sauver Touché (Save The Last Trance For Me)
19. Waterloo pour deux (Waterloo For Two)
20. Robin des Bois (Robin Hoodlum)
21. La chaussure doit aller (The Shoe Must Go On)
22. Canard, le héros (Quack Hero)
23. Ali baba et les quarante voleurs (Aliblabber And The Forty Thieves)
24. Orbite est en fuit (Out Of This Whirl)
25. Demi-coque de héro (Hero On The Half Shell)
26. Les Pieds de Touché (Tenderfoot Turtle)
27. Paix et Émeutes (Peace & Riot)